# India - Matri Bhumi
India - Matri Bhumi è un film del 1958 diretto da Roberto Rossellini.

## Trama
Introdotto dal caos di Bombay, con le sue stratificazioni di culture millenarie e modernità, il film si articola, un po' come Paisà, in quattro episodi (o blocchi narrativi che si sviluppano attorno a quattro temi principali).
- Un mahut (conduttore di elefanti) approfitta della stagione in cui l'animale si accoppia per sposarsi con una donna giunta al villaggio al seguito di una compagnia girovaga di artisti.
- Dopo aver contribuito alla costruzione dell'imponente diga di Hirakud, un operaio abbandona con la famiglia i luoghi in cui aveva trovato ospitalità e lavoro dopo la secessione del Bengala occidentale.
- In un villaggio presso la giungla, un anziano si adopera per sottrarre alla caccia degli uomini una tigre, che le modificazioni del suo habitat hanno reso pericolosa.
- Durante il trasferimento verso una fiera cittadina, sopraffatto dalla calura, muore il padrone di una scimmietta ammaestrata. Minacciato dai suoi simili, che avvertono in lei l'odore dell'uomo, l'animale sopravvive con espedienti, prima di trovare un nuovo padrone con cui ritornerà nella grande città, il luogo da cui il film era partito.

## Produzione

### Genesi del film
"Oggi la menzogna, più nel cinema che altrove, circola in maniera straordinaria. Ma la menzogna presuppone la verità. Io l'ho compreso arrivando in India. Le maschere vanno bene, sono favorevole, ma sono favorevole nella misura in cui bisogna togliersi le maschere. Per me, l'India fu... come la soluzione di un problema. Uno cerca giorni e giorni senza trovare; poi all'improvviso ecco la soluzione. Ti fora gli occhi. India è un po' come una parola che avevo sulla punta della lingua da molti anni. Questa parola si chiamò Paisà, Europa '51 o La paura. Oggi si chiama India".
A La paura seguono, tra il 1954 e il 1957, tre anni di inattività produttiva di Roberto Rossellini che trova sempre più difficile trovare dei finanziatori per i suoi film. In un periodo di intensi contatti con i giovani autori della Nouvelle Vague, matura nel regista il progressivo allontanamento dagli schemi tradizionali del cinema hollywoodiano e quella predilezione per un cinema più didascalico che lo avrebbe portato, più avanti nel tempo, alla scelta in favore del medium televisivo, che gli assicurava un maggior controllo su tutte le fasi realizzative ed una maggiore libertà da forme di controllo economico ed ideologico.
In quegli ambienti India avrebbe incontrato entusiastici apprezzamenti. Jean-Luc Godard si sarebbe espresso in termini iperbolici: "India, c'est la création du monde". Da lì proviene uno degli sceneggiatori del film, Fereydoun Hoveyda, e lì il regista, sin dal 1955, aveva abbozzato un progetto "che prevedeva 11 episodi da girarsi in varie parti" dell'India.
Alla risoluzione dei problemi finanziari contribuì in misura sostanziale un incontro avvenuto a Londra, nel 1956, col primo ministro indiano Nehru, da cui Rossellini ottenne incoraggiamento e sostegno al suo progetto. Partito, con l'operatore Aldo Tonti, l'8 dicembre di quell'anno, alla volta di Bombay, città da cui prende avvio il film, il 15 marzo 1957 iniziò le riprese, che, tra interruzioni dovute a problemi ambientali, finanziari e logistici, si conclusero a luglio. Il film fu presentato al Festival di Cannes il 9 maggio 1959, col titolo "India Matri Bhumi".
Nel periodo tra l'arrivo in India e l'inizio del film, il regista, anche al seguito di Nehru, girò il materiale che avrebbe utilizzato per L'India vista da Rossellini, una serie tv che la RAI trasmise tra il gennaio e il marzo 1959, e l'ORTF tra il gennaio e l'agosto dello stesso anno, col titolo "J'ai fait un beau voyage".

### Altre informazioni
In occasione del film, Rossellini fece la conoscenza della sceneggiatrice indiana Sonali Das Gupta che sarebbe diventata la sua terza moglie.
La pellicola con cui fu girato il film, il Gevacolor della Gevaert, si rivelò particolarmente instabile nel tempo.

## Accoglienza

### Critica
"C'è una differenza immensa tra il cinema-verità e i miei documentari. India è una scelta. È il tentativo di essere il più onesto possibile, ma con un giudizio molto preciso. O, almeno, se non c'è un giudizio, con un amore molto preciso".
In un periodo, la seconda metà degli anni '50, in cui il documentario, nella sua versione sociale o naturalistica, comincia ad attrarre sempre più gente nelle sale, Roberto Rossellini, per quanto sempre più affrancato da "preoccupazioni d'ordine drammatico e romanzesco" evita gli "schemi del documentario esotico o di viaggio". Nei quattro episodi, costrizioni materiali, condizionamenti sociali, elementi culturali interagiscono in continuazione con l'anima del popolo: "le sue gioie e i suoi dolori, le sue speranze ed illusioni".
Le difficoltà incontrate durante la lavorazione, i vincoli temporali, concorrono in India, più che in altri film del regista, ad accentuare quella "trascuratezza formale, quasi sciatteria artistica", quel dilettantismo (ad. es. nel montaggio dell'episodio della tigre), che, liberando l'immagine da indulgenze estetiche e formalistiche, aggiungono verità e autenticità a quella che François Truffaut definì "una visione globale del mondo... una meditazione sulla vita, sulla natura, sugli animali... un poema libero.